# Cantón de Belleville-en-Beaujolais
El cantón de Belleville-en-Beaujolais (en francés canton de Belleville-en-Beaujolais) es una circunscripción electoral francesa situada en el departamento de Ródano, de la región de Auvernia-Ródano-Alpes. La cabecera (bureau centralisateur en francés) está en Belleville-en-Beaujolais.

## Historia
Fue creado en 1790, al mismo tiempo que los departamentos. 
Al aplicar el decreto n.º 2014-267 del 27 de febrero de 2014 sufrió una redistribución comunal con cambios en los límites territoriales.

## Composición
- Avenas
- Beaujeu
- Belleville-en-Beaujolais
- Cenves
- Cercié
- Charentay
- Chénas
- Chiroubles
- Corcelles-en-Beaujolais
- Dracé
- Émeringes
- Fleurie
- Juliénas
- Jullié
- Lancié
- Lantignié
- Les Ardillats
- Marchampt
- Odenas
- Quincié-en-Beaujolais
- Régnié-Durette
- Saint-Didier-sur-Beaujeu
- Saint-Étienne-la-Varenne
- Saint-Lager
- Taponas
- Vauxrenard
- Vernay
- Villié-Morgon